# Andra söndagen efter trefaldighet
Andra söndagen efter trefaldighet är en av söndagarna i "kyrkans vardagstid".
Den infaller 10 veckor efter påskdagen. Den liturgiska färgen är grön.
Temat för dagens bibeltexter enligt evangelieboken är Kallelsen till Guds rike:, och en välkänd text är berättelsen ur Johannesevangeliet om hur Jesus kallade sina lärjungar, och som slutar med:
Natanael sade: "Kan det komma något gott ifrån Nasaret?"
Filippos svarade: "Följ med och se!"

## Svenska kyrkan

### Texter
Söndagens tema enligt 2003 års evangeliebok är Kallelsen till Guds rike. De bibeltexter som används för att belysa dagens tema är:
| Första årgången                                                 | Andra årgången                                                       | Tredje årgången                                                            | Psaltarpsalm    |
| Sakarja 3:1-7 Uppenbarelseboken 19:5-9 Lukasevangeliet 14:15-24 | Femte Moseboken 7:6-9 Romarbrevet 8:28-30 Johannesevangeliet 1:35-46 | Domarboken 6:7-16 Första Korinthierbrevet 1:26-31 Markusevangeliet 2:13-17 | Psaltaren 5:2-5 |

### Fotnoter
1. ↑  ”Andra söndagen efter trefaldighet”. Svenska kyrkan. Arkiverad från originalet den 8 december 2015. https://web.archive.org/web/20151208133024/https://www.svenskakyrkan.se/troochandlighet/kyrkoarets-bibeltexter?helgdag=53. Läst 27 november 2015.
2. ↑   Den svenska psalmboken med tillägg. Stockholm: Verbum. 2005. sid. 1462–1466. Libris ht7wjxh8f3k4gcqk. ISBN 978-91-526-5515-3